# コロン (ラ・リベルタ県)
コロン(スペイン語：Colón)は、エルサルバドルのラ・リベルタ県の都市。
2016年の人口は12万7900人で、国内8位。

## 人口
- 1992年9月27日：1469人
- 2007年5月12日：9万1212人
- 2016年6月30日：12万7900人

## 観光
ロス・コロス温泉が有名。
2001年の地震で破壊されたが、2008年3月に再開した。

## 治安
国内で最も危険な都市の1つで、「マラス」と呼ばれるギャングが活発。

## 写真

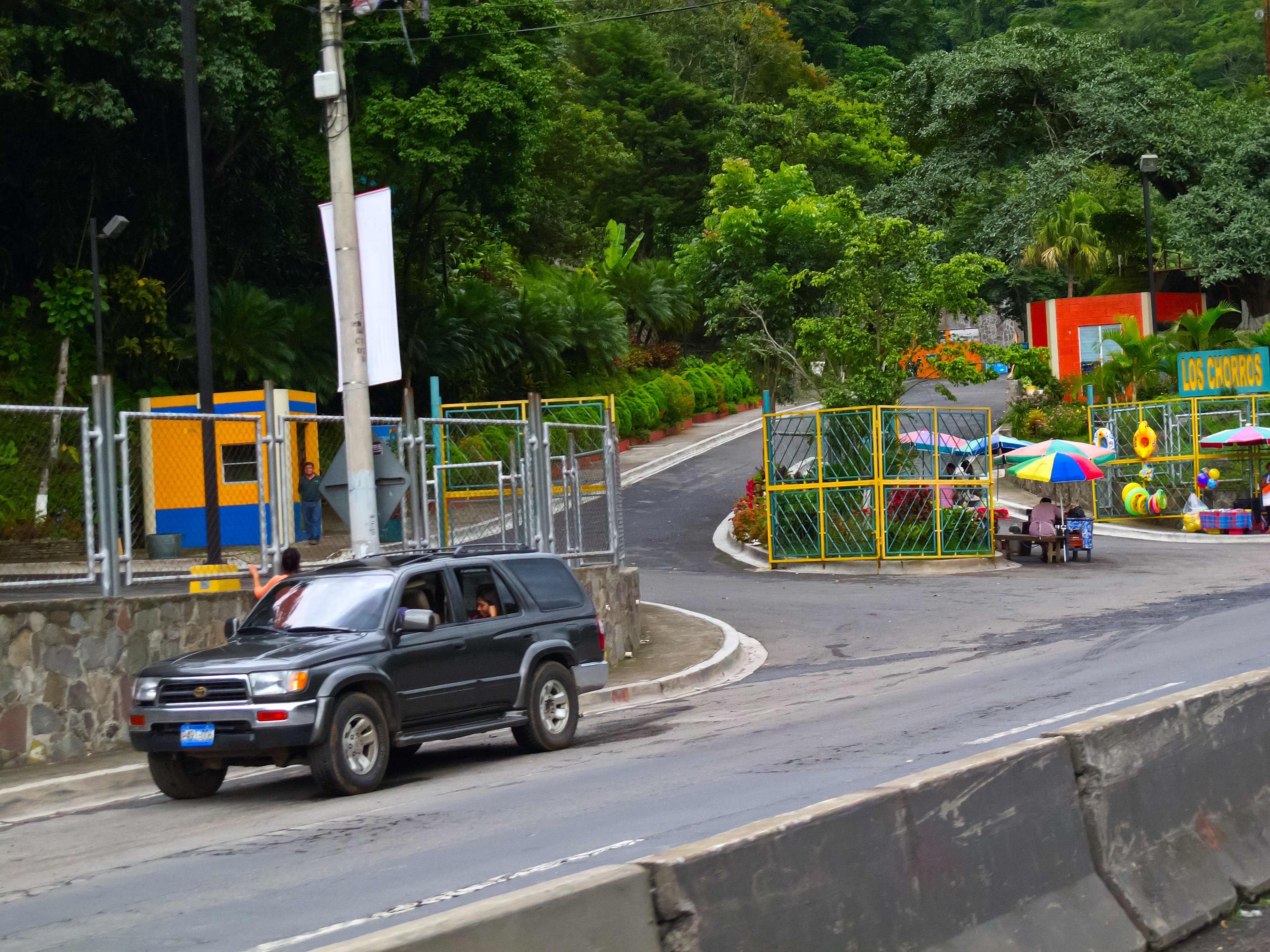
ロス・コロスの入口
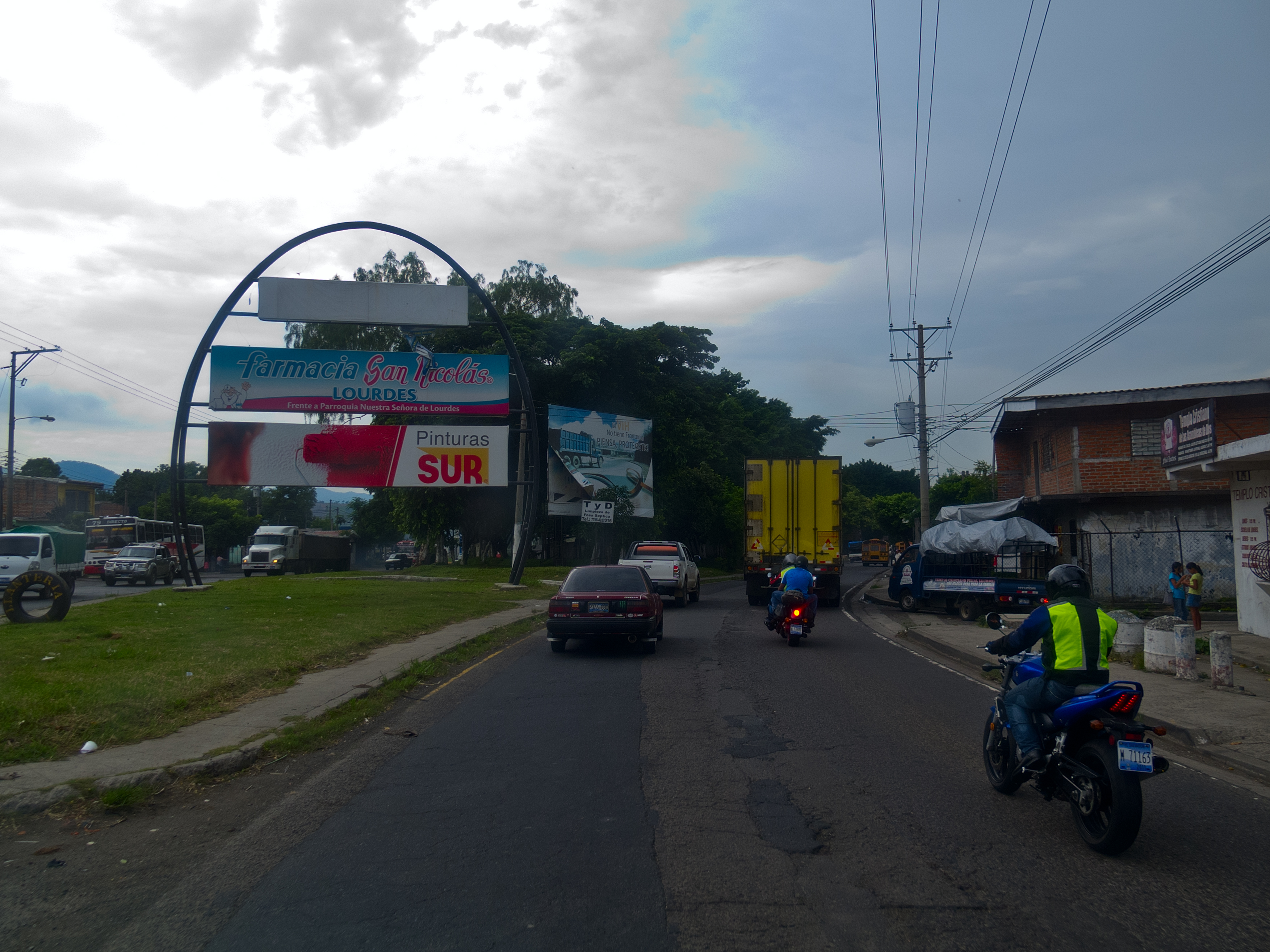
ルルデス